# آمدوکسوویر
آمدوکسوویر (انگلیسی: Amdoxovir) دارویی است که برای درمان HIV/AIDS تحت پژوهش قرار گرفته است و به عنوان یک مهارکننده نوکلئوزیدی رونوشت معکوس (NRTI) عمل می‌کند.